# 張氏慎
張氏慎（越南语：／；1817年2月16日—1889年1月2日），越南阮朝紹治帝阮福暶的后妃。
張氏慎祖籍清化省宋山縣，父親是衞尉張文銘，母親是武氏宗，嘉隆十六年正月初一日（1817年2月16日）出生。明命十六年（1835年）成為皇長子長慶公府妾。紹治元年（1841年），成為紹治帝的宮嬪。紹治三年（1843年），定後宮位階，張氏慎被封為四階徽嬪。紹治六年（1846年），晉封為三階瑞嬪（越南语：／）。嗣德三十六年（1883年），尊室說和阮文祥廢殺育德帝，立紹治帝季子朗國公阮福洪佚為帝，尊朗國公生母張氏慎為皇太妃，尊張氏慎生日為千春節。四個月後，朗國公被廢，張氏慎被剝奪皇太妃尊號，復為瑞嬪。

## 子女
張氏慎一共有2子4女。
- 長子丰祿郡公阮福洪伉
- 次子文朗郡王阮福洪佚
- 長女阮玉婑婧
- 次女阮玉嫽妙
- 三女阮玉嫻雅
- 四女樂成公主阮玉嫻德

## 影視形象
| 演員      | 年份   | 影視作品 | 備註   |
| 艾米•黎英 | 2019年 | 《鳳扣》 | 張婉慎 |